# Herboldshof (Roßtal)
Herboldshof (fränkisch: Heameds-huhf) ist ein Gemeindeteil des Marktes Roßtal im Landkreis Fürth (Mittelfranken, Bayern). Herboldshof liegt in der Gemarkung Weinzierlein.

## Geographie
Die Einöde liegt am Südufer der Bibert. Im Süden grenzt der Buttendorfer Wald an. Eine Gemeindeverbindungsstraße führt die Kreisstraße FÜ 15 kreuzend nach Neuses (0,8 km östlich).

## Geschichte
Der Ort wurde 1413 als „Herwoltzhoff“ erstmals urkundlich erwähnt. Das Bestimmungswort des Ortsnamens ist Herbolt, der Personenname des Siedlungsgründers.
Gegen Ende des 18. Jahrhunderts gehörte Herboldshof zur Realgemeinde Neuses. Der Hof hatte den Nürnberger Eigenherrn von Muffel als Grundherrn. Unter der preußischen Verwaltung (1792–1806) des Fürstentums Ansbach erhielt Herboldshof die Hausnummer 16 des Ortes Neuses.
Von 1797 bis 1808 unterstand der Ort dem Justiz- und Kammeramt Cadolzburg. Im Rahmen des Gemeindeedikts wurde Herboldshof dem 1808 gebildeten Steuerdistrikt Weinzierlein und der im selben Jahr gegründeten Ruralgemeinde Weinzierlein zugeordnet.
Im Rahmen der Gebietsreform in Bayern wurde Herboldshof am 1. Mai 1978 nach Roßtal eingemeindet.

## Einwohnerentwicklung
| Jahr      | 001818 | 001840 | 001861 | 001871 | 001885 | 001900 | 001925 | 001950 | 001961 | 001970 | 001987 | 001997 | 002007 | 002018 | 002023 |
| Einwohner | 12     | 12     | 16     | 20     | 15     | 12     | 7      | 17     | 20     | 13     | 2      | *9     | *9     | *11    | *8     |
| Häuser    | 2      | 3      |        |        | 2      | 3      | 2      | 2      | 2      |        | 1      |        |        |        |        |
| Quelle    | [ 11 ] | [ 12 ] | [ 13 ] | [ 14 ] | [ 15 ] | [ 16 ] | [ 17 ] | [ 18 ] | [ 19 ] | [ 20 ] | [ 21 ] | [ 1 ]  | [ 1 ]  | [ 1 ]  | [ 1 ]  |

## Religion
Der Ort ist seit der Reformation evangelisch-lutherisch geprägt und bis heute nach St. Laurentius (Roßtal) gepfarrt. Die Einwohner römisch-katholischer Konfession sind nach Christkönig (Roßtal) gepfarrt.